# (32736) 1978 UE5
1978 UE5 (asteroide 32736) é um asteroide da cintura principal. Possui uma excentricidade de 0.17243440 e uma inclinação de 1.86599º.
Este asteroide foi descoberto no dia 27 de outubro de 1978 por C. Michelle Olmstead em Palomar.